# Олешинська сільська громада
Олешинська сільська об'єднана територіальна громада — колишня об'єднана територіальна громада в Україні, у Хмельницькому районі Хмельницької області. Адміністративний центр — село Олешин.
Площа громади — 72,52 км², населення — 4359 мешканців (2018).
Утворена 20 червня 2017 року шляхом об'єднання Олешинської та Черепівківської сільських рад Хмельницького району.
29 квітня 2020 року Кабінет Міністрів України затвердив перспективний план формування територій громад Хмельницької області, в якому Олешинська ОТГ відсутня, а Олешинська та Черепівківська сільські ради включені до Хмельницької ОТГ.
12 червня 2020 року громада ліквідована, Олешинська та Черепівківська сільські ради включені до Хмельницької ОТГ.

## Населені пункти
До складу громади входять 5 сіл:
| Село             | Населення (2017) |
| ---------------- | ---------------- |
| Олешин           | 2252             |
| Іванківці        | 763              |
| Черепівка        | 543              |
| Черепова         | 412              |
| Велика Калинівка | 372              |